# Banka Baltija
Banka Baltija va ser un banc a Letònia amb la seu principal a Riga. A començaments de 1990, el Banka Baltija era líder en el sistema bancari de Letònia. Es va constituir el 1993, i va tenir un desenvolupament molt ràpid. Els seus actius es van elevar de 25 milions de dòlars a partir de 1993, a 242 milions de dòlars el 1994, arribant a 500 milions el 1995. El capital del banc va augmentar d'1 milió el 1993, 20 milions en 1994 a 44 milions en 1995. Banka Baltija tenia 37 sucursals i 49 sub-sucursals en tot el territori de Letònia emprant a 1.300 persones. Per l'abril de 1995, quan va començar la crisi financera, Banka Baltija tenia 392 milions de dòlars en dipòsits i havia donat crèdits per 283 milions de dòlars.

## Destí
El 27 de juny de 1995 a propòsit de la crisi bancària, el Tribunal Suprem de Letònia va trobar Banka Baltija insolvent. El 2007 el president del consell del banc Aleksandrs Lavents i el president del banc Talis Freimanis van ser condemnats a penes de presó.